# Little Richard
Little Richard, pseudonimo di Richard Wayne Penniman (Macon, 5 dicembre 1932 – Tullahoma, 9 maggio 2020), è stato un cantautore, pianista e attore statunitense.
Definito "The Architect of Rock and Roll", ("L'Architetto del Rock and Roll") Richard è stato una figura di grande influenza sulla storia della musica e sul costume del XX secolo. I suoi lavori più celebrati appartengono soprattutto agli anni cinquanta, periodo nel quale, grazie a una ritmica martellante e a un sound di grande impatto, evidenziati dal suo pianismo e da una ragguardevole band, uniti a un vocalismo innovativo e a un look sgargiante ed elegante al contempo, fu uno dei musicisti che spinsero il genere del rock and roll a nascere e a diffondersi, diventando uno dei primi rocker a impersonare lo stile trasgressivo e provocatorio del genere.
La sua musica ha avuto un profondo impatto su generi come il soul e il funk e influenzò numerosi cantanti e musicisti dall'epoca rock al rap. Questa importanza ha portato Little Richard a essere stato più volte onorato da varie istituzioni: è stato inserito nella Rock and Roll Hall of Fame, nella Songwriters Hall of Fame, e ha ottenuto svariati riconoscimenti. La sua canzone Tutti Frutti fu inserita nel 2010 nella Biblioteca del Congresso per il suo "sound ritmato e irresistibile, sposato a un'interpretazione vocale unica, che annunciò una nuova era per la storia della musica".

## Biografia
Little Richard è stato un pioniere dei primi sviluppi del rock and roll. L'inizio della sua carriera discografica, negli anni cinquanta, è caratterizzato dalla mescolanza di elementi del blues e del rhythm and blues, con forti influenze gospel.

### Inizi
Richard Wayne Penniman nacque a Macon, in Georgia, terzo di dodici figli nati da Charles "Bud" Penniman Sr. e sua moglie Leva Mae Stewart. Richard crebbe in una famiglia molto religiosa nella quale la musica era parte integrante delle loro vite; la famiglia si esibiva come gruppo canoro in varie chiese locali con il nome d'arte "The Penniman Singers". I suoi parenti lo soprannominarono War Hawk, a causa della sua potente voce stridente e acuta. All'età di dieci anni, ispirato dalla figura di Brother Joe May, un cantante evangelista conosciuto come "The Thunderbolt of the West (Il fulmine del West), Penniman decise di voler diventare un prete da grande.
Abitando in un quartiere afroamericano, Richard aveva qualche raro contatto con persone bianche a causa della segregazione razziale. Giunto alle scuole superiori, Penniman suonava il sassofono nella banda della scuola. Ben presto perse interesse nello studio e iniziò a esibirsi in diversi spettacoli amatoriali.

### Anni cinquanta: Rock 'n' roll & il successo

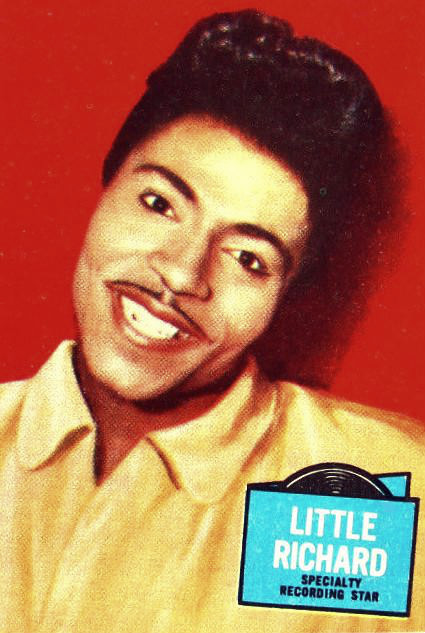
Una immagine promozionale di Little Richard (1957)

Penniman iniziò la sua carriera di registrazione il 16 ottobre 1951 imitando lo stile influenzato dalla musica gospel di artisti della fine degli anni quaranta come Billy Wright, ma non raggiunse il successo fino al 1955, quando, sotto la guida dell'esperto produttore Robert "Bumps" Blackwell, iniziò a registrare in uno stile che aveva utilizzato per anni durante le esibizioni dal vivo, e che consisteva in ritmi veloci, percussioni forti, un suono funky del sassofono, un cantato gospel sopra le righe, grida, spasmi e gemiti, accompagnati a una combinazione di musica boogie-woogie e rhythm and blues.
Nell'ottobre 1951, Penniman aveva ottenuto un contratto con la RCA Camden, ma ben presto fu colpito da un grave lutto. Infatti, suo padre venne ucciso da un colpo di pistola mentre lui si stava esibendo in un locale il 12 gennaio 1952. Due anni dopo la tragedia, passò a incidere per la Peacock Records. Richard pubblicò regolarmente dischi nel periodo 1951-1954, ma nessuno di essi si rivelò un successo. Dopo sole due sedute di registrazione con la Peacock nel 1953, Penniman, insoddisfatto dell'andamento della sua carriera solista, formò un gruppo musicale R&B dal nome "The Upsetters".
La band era composta dal batterista di New Orleans Charles "Chuck" Connors e da due sassofonisti, incluso Wilbert "Lee Diamond" Smith. Nel 1955, al gruppo si aggiunsero altri due sassofonisti, Clifford "Gene" Burks e Grady Gaines, che presto si guadagnò il ruolo di leader, insieme a Olsie "Baysee" Robinson al basso, e a Nathaniel "Buster" Douglas alla chitarra. Richard Penniman inviò una demo alla Specialty Records nel 1955, e partecipò a una sessione di registrazione a New Orleans, in una pausa della quale cominciò a cantare Tutti Frutti, una canzone riproposta negli anni a seguire da molti artisti, tra i quali Elvis Presley, la cui versione del 1956 è rimasta celebre.

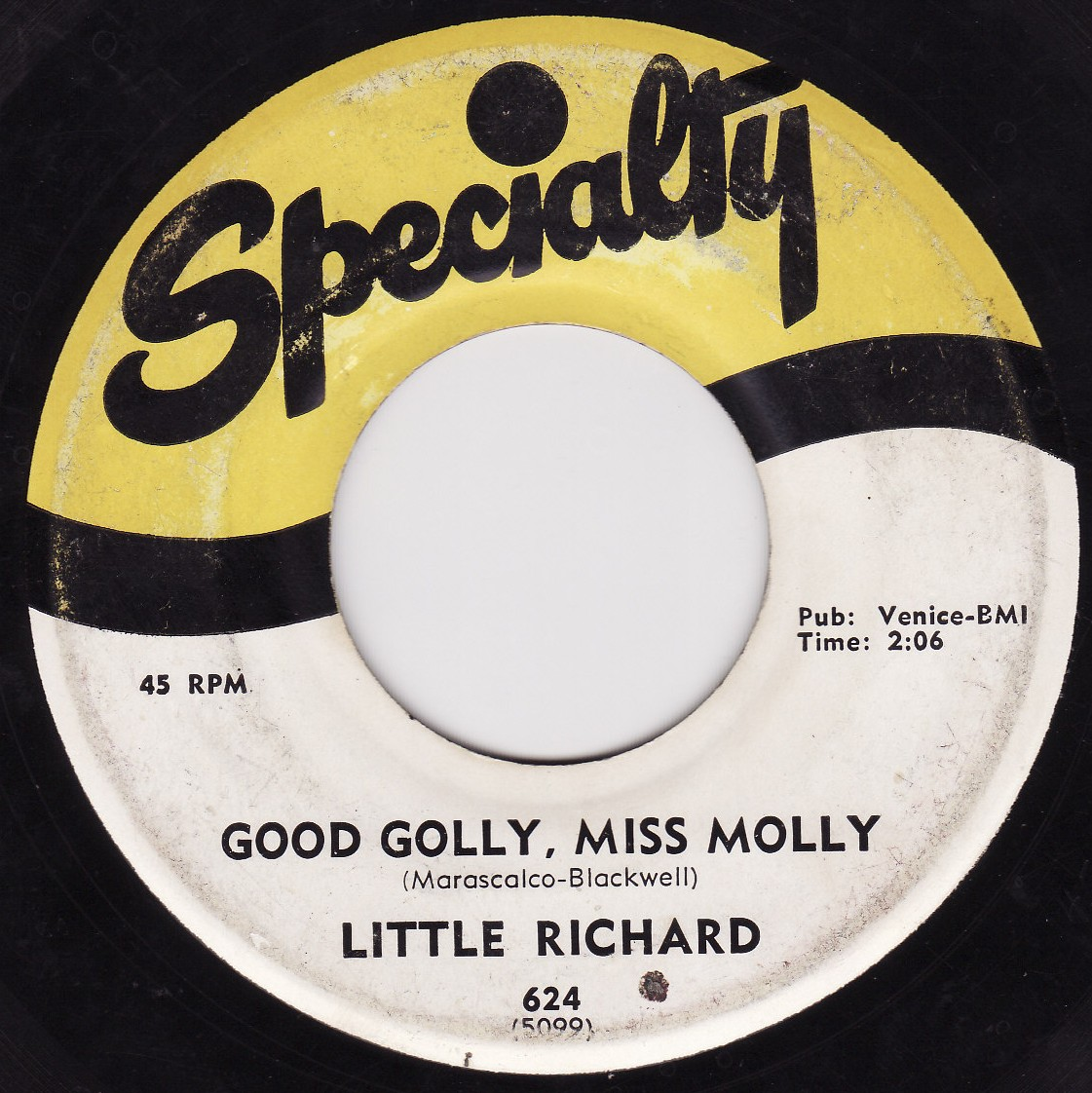
Il 45 giri Good Golly, Miss Molly

Questo brano, con parti trascinanti di batteria, sassofono e pianoforte, un beat veloce e testi ripuliti, è, con Lucille, il più famoso tra quelli composti da Little Richard, che negli anni successivi registrò numerosi altri successi, tra cui Long Tall Sally, Slippin' and Slidin, Jenny, Jenny e Good Golly, Miss Molly. Altri brani conosciuti, sia scritti che interpretati da lui sono Don't Deceive Me, Devil With a Blue Dress on, Keep a Knockin', Rip It Up, Land of a Thousand Dances e You Know You Make Me Wanna Shout. Penniman, insieme alla sua band, iniziò a girare in lungo e in largo tutti gli Stati Uniti suonando i suoi successi negli stadi e nelle sale concerto delle principali città del Paese.
Durante le sue esibizioni, le persone afroamericane si mischiavano con quelle bianche in un periodo in cui negli Stati Uniti d'America (in prevalenza negli Stati del sud) vigevano severe leggi segregazioniste che imponevano che nei luoghi pubblici (inclusi i concerti) ci fossero zone separate riservate ai "bianchi" e ai "neri". Invece il pubblico di Richard, iniziava ad assistere al concerto effettivamente diviso in zone separate, ma il più delle volte le persone si mischiavano insieme. Associazioni segregazioniste del Sud degli Stati Uniti d'America, come la North Alabama White Citizens Council (Consiglio dei cittadini bianchi del Nord dell'Alabama), protestarono vivacemente mandando in onda spot in televisione, che mettevano in guardia la popolazione affermando che "il Rock n Roll è parte di un complotto comunista per danneggiare i valori morali della gioventù statunitense. È pieno di riferimenti sessuali, immorale e...avvicina le persone di etnie diverse le une alle altre".
Il successo di Little Richard era comunque così trascinante, che persino nel sud dove il segregazionismo imperava, i pregiudizi verso gli artisti afroamericani che si esibivano in locali per bianchi andarono lentamente scemando. Non solo la sua musica o il fatto che fosse un nero scandalizzava i benpensanti dell'epoca, ma anche il suo spregiudicato look composto da abiti sgargianti, colorati, esagerati, la sua celebre pettinatura imbrillantinata e il trucco sugli occhi che gli davano un'aureola di pericolosa "lascivia", inedita per un cantante degli anni cinquanta.

#### Conversione al Cristianesimo
Raggiunto finalmente il successo, Little Richard lasciò il music business improvvisamente nel 1957, a metà di un tour australiano, per entrare in un'università cristiana nell'Alabama e intraprendere la carriera di predicatore. In questo periodo pubblicò solo qualche brano gospel nei primi anni sessanta, mentre la Speciality Records pubblicò alcuni suoi nuovi brani basati su registrazioni del passato.

### Anni sessanta: Il ritorno sulle scene

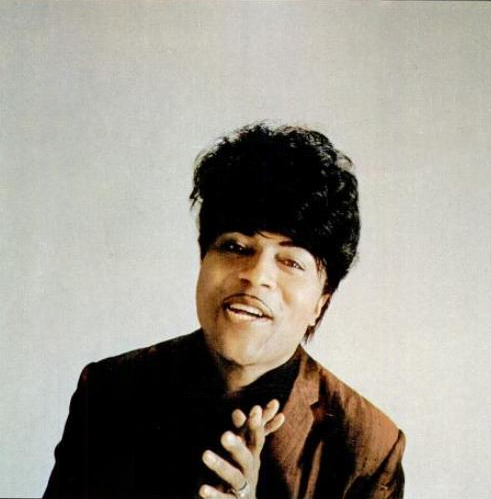
Little Richard (1966)

Nel 1962, Little Richard tornò sulla scena con un tour nel Regno Unito, ricevuto con entusiasmo e con il supporto di Rolling Stones e Beatles, suoi fan da tempo. Il 1º marzo 1964, Little Richard reclutò il giovane Jimi Hendrix come nuovo membro della sua band, Hendrix iniziò a vestirsi come lui e a farsi crescere i baffi proprio come li portava Penniman. Hendrix andò in tour con Penniman e suonò in circa una dozzina di tracce per la Vee Jay Records tra la primavera del 1964 e il 1965 prima di lasciare il gruppo. Tre singoli, inclusa una reinterpretazione di Whole Lotta Shakin' Goin' On, entrarono in classifica riscuotendo un successo contenuto.
Nel 1966 e nel 1967, Penniman registrò due album di musica soul per la Okeh Records, insieme al suo vecchio amico degli anni cinquanta, Larry Williams, come produttore, e con Johnny Guitar Watson alla chitarra. Il primo disco produsse il singolo di successo Poor Dog. Nell'agosto 1967, il secondo album, che consisteva in una raccolta di esibizioni in concerto all'Okeh Club, riportò Penniman nella classifica dei 200 album più venduti d'America stilata da Billboard, dopo circa dieci anni di assenza. Questo periodo di rinnovato successo fece ricadere Penniman nello stile di vita pieno di orge bisessuali e stravizi che lo aveva portato a convertirsi al fondamentalismo cristiano sul finire degli anni cinquanta, inoltre iniziò ad abusare pesantemente di cocaina.
Con l'emergere del movimento Black Power alla fine del decennio, Penniman fu "caldamente" consigliato di esibirsi strettamente per un pubblico di soli neri. Egli rifiutò perché non voleva vietare a nessuno la possibilità di assistere a un suo spettacolo. per tutto il resto del decennio, rimase una figura di spicco nel music business, facendo frequenti concerti negli Stati Uniti e in Europa, come anche in Messico e in Canada.

### Anni settanta: declino e rinascita
Penniman continuò a vivere "pericolosamente" per gran parte degli anni settanta e sviluppò dipendenze da diversi tipi di droga. Nel frattempo, lui e suo fratello fondarono la loro propria compagnia, la Bud Hole Incorporated. Nel 1977, Penniman arrivò a un punto di non ritorno. Due suoi cari amici, un fratello e un nipote che amava come un figlio, morirono, e lui quasi rischiò di essere ucciso dal suo vecchio amico Larry Williams, che, mentre era in crisi d'astinenza, gli puntò una pistola contro minacciando di ucciderlo se non gli avesse dato del denaro per la droga.
In quello che Richard ricorda come il momento più terrorizzante di tutta la sua vita, Penniman si ricordò di avere un po' di contanti in tasca e prontamente li diede a Williams, che quindi lo lasciò andare. Dopo questo brutto episodio e i lutti subiti, Penniman decise di cambiare definitivamente stile di vita e tornò all'evangelismo cristiano. Lasciò contemporaneamente anche le scene, dichiarando che non era possibile conciliare una carriera da rockstar con la volontà di servire il Signore.

### Anni ottanta, novanta e oltre

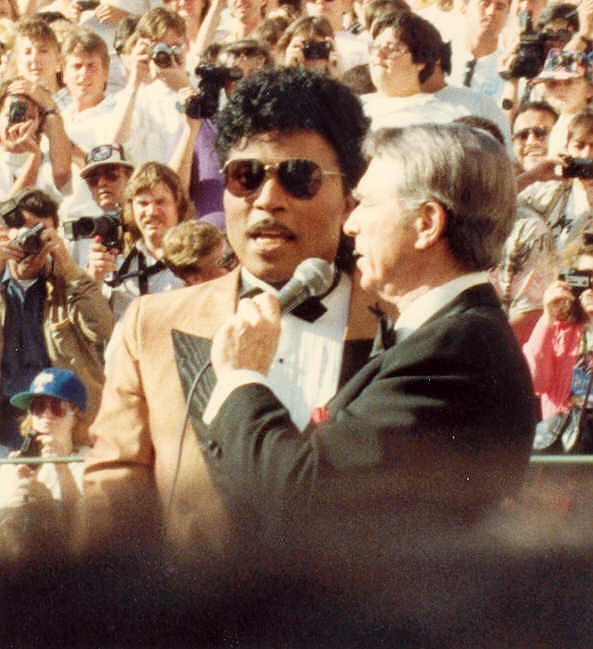
Little Richard nel 1988 intervistato al 60º Academy Awards

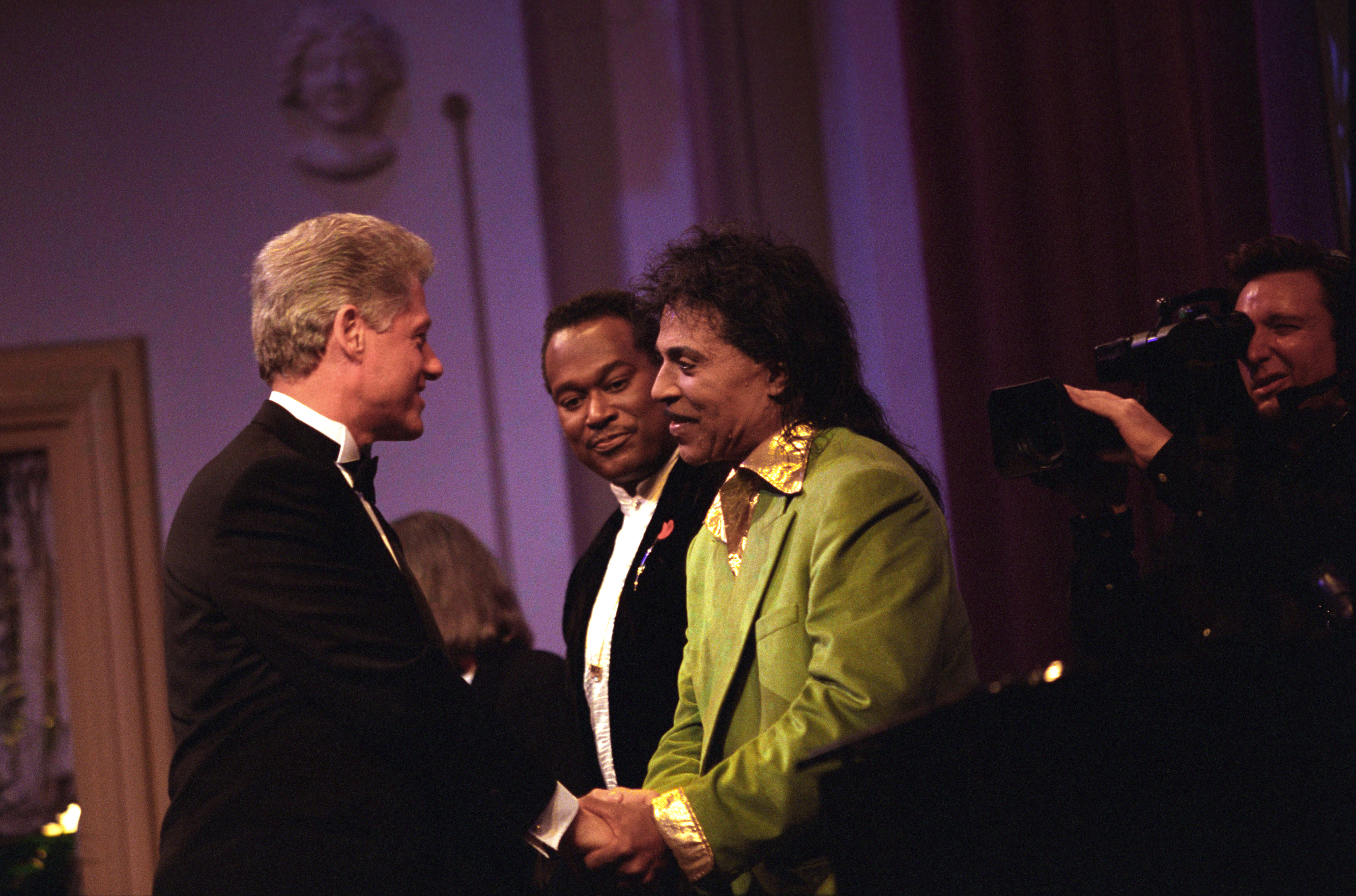
Il Presidente degli Stati Uniti Bill Clinton si complimenta con Little Richard dopo un'esibizione a Washington nel 1994

Penniman continuò a evangelizzare le folle in circa 250 occasioni durante la prima metà degli anni ottanta, alle volte in piccole chiese, altre in auditorium da 21.000 posti. Le sue prediche vertevano principalmente sulla necessità dell'eguaglianza tra le etnie e il redimere dai peccati la propria anima grazie all'amore del Signore, prendendo spunto dal suo rinnegato passato da alcolista, drogato e omosessuale. Quindi si riconciliò con il mondo della musica, tornando a esibirsi in concerto, indicando di aver compreso che era possibile servire Dio anche attraverso la musica, rendendo felici le persone.
Nel 1985 fece un cameo in Miami Vice (ep. 2x04). Nello stesso anno rimase vittima di un grave incidente stradale che lo costrinse al ricovero al Cedars Sinai Hospital di Los Angeles.
Nel 1986 Penniman fece una comparsata nel film Su e giù per Beverly Hills, ricevendo buone recensioni per la sua prova di attore. Nel 1987 viene in Italia, invitato da Adriano Celentano a partecipare come ospite in una puntata del suo show Fantastico 8: per il "molleggiato" è una irripetibile occasione di duettare, cantando insieme ad uno dei suoi idoli musicali di inizio carriera (tra i suoi primissimi 45 giri, incisi dal 1958, vi erano infatti alcune cover proprio di Penniman).
Nel 1988, apparve nell'album tributo Folkways: A Vision Shared (per il brano The Rock Island Line, affiancato dai Fishbone) ed eseguì la canzone portante della colonna sonora del film I gemelli insieme a Philip Bailey.
Recitò anche un sermone e cantò il coro di sottofondo nella versione live estesa del brano degli U2 e di B.B. King When Love Comes to Town del 1989. Penniman rimase attivo per tutti gli anni novanta, facendo delle apparizioni, di tanto in tanto, in televisione, concerti, videoclip musicali, spot, film e registrando nuovi brani.
Nel 1990, registrò un frammento di parlato rap per la canzone Elvis Is Dead dei Living Colour (featuring Maceo Parker al sax) e in seguito suonò il brano insieme al gruppo dal vivo in TV. Da quel momento Little Richard ha avuto una carriera periodica nel cinema, pubblicando occasionalmente nuove opere e mantenendo il suo status come pioniere del rock and roll.
Nel 1991 partecipò, nel ruolo di se stesso, nell'episodio Colonna sonora per un delitto, della serie TV Colombo.
Nel 2000 è stato realizzato un biophic televisivo per la NBC sulla sua vita, interpretato dal cantante Leon e diretto da Robert Townsend per il quale fu anche tra i produttori esecutivi.
Continuò ad esibirsi in pubblico fino al 2013, anno del suo ultimo concerto a Las Vegas.

### La morte
Penniman è deceduto il 9 maggio 2020 a causa di un tumore osseo, all'età di 87 anni. A darne notizia il figlio Danny con un comunicato alla rivista Rolling Stone.

## Lascito artistico

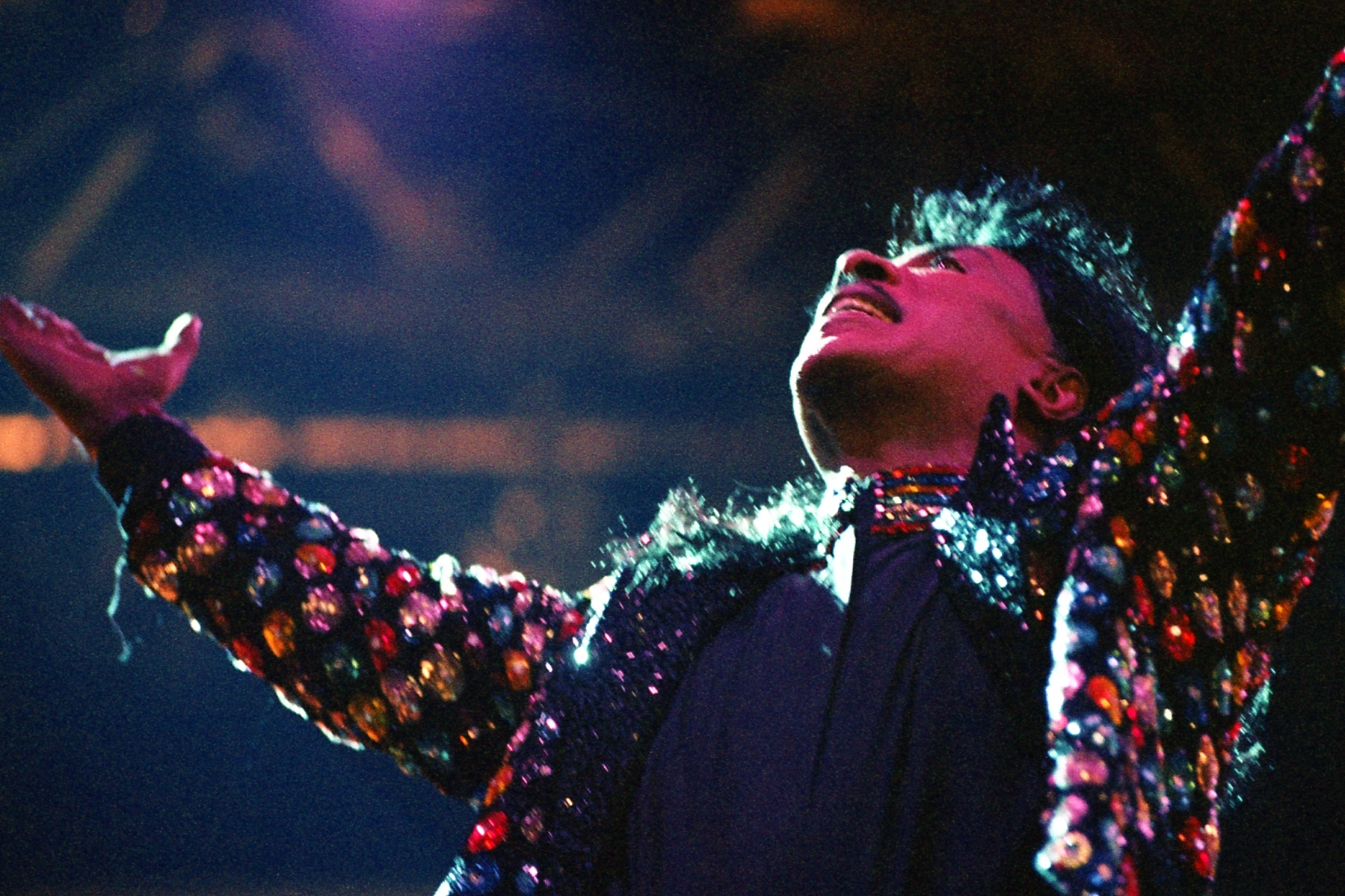
Little Richard in concerto

Penniman ha influenzato lo sviluppo di diversi generi musicali di primo piano nel ventesimo secolo ed è stato anche importante nella formazione di altri celebri artisti. James Brown, che riteneva Penniman il suo "idolo", affermò che egli era stato il primo a mischiare il funk con il rock and roll negli anni cinquanta. Otis Redding riteneva che Penniman avesse contribuito significativamente allo sviluppo della musica soul. Penniman è stato citato come fonte primaria di ispirazione da numerosi altri artisti di successo. Nel 1989, Ray Charles lo presentò durante il The Legends of Rock n Roll concert, definendolo "un uomo che diede inizio a un genere di musica che gettò le basi per molto di quello che venne in seguito".
Bo Diddley disse che "Little Richard era un genio dello show business unico nel suo genere, e che aveva influenzato molte persone nel music business". Paul McCartney ha confessato di aver sempre idolatrato Penniman quando andava a scuola da ragazzo, e che avrebbe voluto saper cantare come lui. Mick Jagger definì Penniman "il creatore" e "il suo primo idolo". Durante gli anni scolastici, Bob Dylan dichiarava spesso che la sua ambizione più grande sarebbe stata quella di entrare a far parte del gruppo musicale di Little Richard. Nel 1966, Jimi Hendrix avrebbe detto: «Voglio riuscire a fare con la mia chitarra quello che Little Richard fa con la sua voce». Bob Seger, John Fogerty, David Bowie, Bon Scott, Angus Young, Freddie Mercury, e Rod Stewart sono alcuni degli altri artisti che hanno citato Penniman come loro influenza primaria.

## Discografia

### Album
- 1957 – Here's Little Richard (Specialty)
- 1958 – Little Richard (Specialty)
- 1959 – The Fabulous Little Richard (Specialty)
- 1960 – Pray Along with Little Richard, Vol. 1
- 1960 – Pray Along with Little Richard, Vol. 2
- 1962 – King of the Gospel Singers
- 1964 – Little Richard Is Back (And There's A Whole Lotta Shakin' Goin' On!) (Vee-Jay)
- 1965 – Little Richard's Greatest Hits (Vee-Jay)
- 1967 – The Explosive Little Richard (Okeh)
- 1970 – The Rill Thing (Reprise)
- 1971 – The King of Rock and Roll (Reprise)
- 1972 – The Second Coming (Reprise)
- 1974 – Right Now! (United Records)
- 1976 – Little Richard Live
- 1979 – God's Beautiful City
- 1986 – Lifetime Friend
- 1992 – Shake It All About (Disney)
- 1992 – Little Richard Meets Masayoshi Takanaka (Toshiba)
- 2005 – Southern Child (Rhino Handmade, registrato nel 1972 e pubblicato per la prima volta nel 2005)

### Singoli (parziale)
- 1953 – Always/Rice, Red Beans and Turnip Greens (Peacock Records, 1628; con i Tempo Toppers)
- 1955 – Tutti Frutti/I'm Just a Lonely Guy (Specialty Records, SP 561)
- 1956 – Long Tall Sally/Slippin' and Slidin' (Specialty Records, SP 572)
- 1956 – Rip It Up/Ready Teddy (Specialty Records, SP 579)
- 1956 – She's Got It/Heebie-Jeebies (Specialty Records, SP 584)
- 1956 – The Girl Can't Help It/All Around The World (Specialty Records, SP 591)
- 1957 – Lucille/Send Me Some Lovin' (Specialty Records, SP 598)
- 1957 – Jenny, Jenny/Miss Ann (Specialty Records, SP 606)
- 1957 – Keep A-Knockin/Can't Believe You Wanna Leave (Specialty Records, SP 611)
- 1958 – Good Golly Miss Molly/Hey-Hey-Hey-Hey (Specialty Records, SP 624)
- 1958 – Ooh! My Soul/True, Fine Mama (Specialty Records, SP 633)
- 1958 – Baby Face/I'll Never Let You Go (Specialty Records, SP 645)
- 1959 – Shake A Hand

## Filmografia

### Apparizioni come attore

#### Cinema
- I frenetici (Don't Knock the Rock), regia di Fred F. Sears (1956)
- Su e giù per Beverly Hills (Down and Out in Beverly Hills), regia di Paul Mazursky (1986)
- Amico venuto dallo spazio (Purple People Eater), regia di Linda Shayne (1988)
- Bersaglio di mezzanotte (Sunset Heat), regia di John Nicolella (1992)
- Pezzi duri... e mosci (The Naked Truth), regia di Nico Mastorakis (1992)
- Buona fortuna, Mr. Stone (The Pickle), regia di Paul Mazursky (1993)
- Last Action Hero - L'ultimo grande eroe (Last Action Hero), regia di John McTiernan (1993)
- L'inventore pazzo (Chairman of the Board ), regia di Alex Zamm (1998)

#### Televisione
- Miami Vice – serie TV, 1 episodio (1985)
- Bustin' Loose – serie TV, 3 episodi (1987-1988)
- Goddess of Love – film TV (1988)
- Mother Goose Rock 'n' Rhyme – film TV (1990)
- Bill & Ted's Excellent Adventures – solo doppiaggio, serie TV animata, 2 episodi (1990)
- Colombo – serie TV, episodio 10x03 (1991) - cameo
- Martin – serie TV, 1 episodio (1992)
- Baywatch – serie TV, 1 episodio (1995)
- The Crew – serie TV, 1 episodio (1995)
- The Late Shift – film TV (1996)
- Rudy Coby: Ridiculously Dangerous – special TV animato (1996) - solo doppiaggio
- The Drew Carey Show – serie TV, 1 episodio (1997)
- Homeboys in Outer Space – serie TV, 1 episodio (1997)
- Night Man – serie TV, 1 episodio (1997)

### Apparizioni come se stesso

#### Cinema
- Gangster cerca moglie (The Girl Can't Help It), regia di Frank Tashlin (1956)
- Mister Rock and Roll, regia di Charles S. Dubin (1958)
- Catalina Caper (Never Steal Anything Wet), regia di Lee Sholem (1967)
- Scene di lotta di classe a Beverly Hills (Scenes from the Class Struggle in Beverly Hills), regia di Paul Bartel (1989) – non accreditato
- Why Do Fools Fall In Love - Un ragazzo di talento, regia di Gregory Nava (1998)
- Mystery, Alaska, regia di Jay Roach (1999)

#### Televisione
- 33 1/3 Revolutions Per Monkee – film TV (1969)
- The War to Settle the Score – film TV (1985)
- Women in Prison – serie TV, 1 episodio (1987)
- Christmas at Pee Wee's Playhouse – film TV (1988)
- Blossom - Le avventure di una teenager – serie TV, 1 episodio (1991)
- Colombo – serie TV, episodio 10x03 (1991) - cameo
- The Jaleel White Special – film TV (1993)
- Sesame Street Jam: A Musical Celebration – film TV (1993)
- Hearts Afire – serie TV, 1 episodio (1993)
- Gli amici di papà – serie TV, 1 episodio (1994)
- Una vita da vivere – serie TV, 1 episodio (1995)
- Muppets Tonight – serie TV, 1 episodio (1995-1998)
- Sesamo apriti – serie TV, 6 episodi (1995-1998)
- I Simpson – serie TV animata, 1 episodio (2003) - doppiaggio
- Las Vegas – serie TV, 1 episodio (2004)
- Febbre d'amore – serie TV, 1 episodio (2008)

### Documentari

#### Cinema
- The Little Richard Story (1980) – distribuito nel 1990

#### Televisione
- It's Little Richard – documentario (1964)
- Little Richard: Portrait of a Legend – documentario (1977)

#### Direct to video
- Little Richard: Keep on Rockin' (1969) – pubblicato nel 2000

### Documentari in cui appare come se stesso

#### Cinema
- Black Rodeo (1972)
- Let the Good Times Roll (1972)
- Jimi Hendrix (1973)
- The London Rock and Roll Show (1973)
- Hail! Hail! Rock 'n' Roll (1987)
- Queen: Magic Years, Volume Three - A Visual Anthology (1987)
- Twist (1992)
- Queen: Champions of the World (1995)
- James Brown: Say It Proud (2007)
- Gotta Keep Dreamin (2016)
- Hitsville: The Making of Motown (2019)

#### Direct to video
- John Lennon and the Plastic Ono Band: Sweet Toronto (1971)
- A Vision Shared: A Tribute to Woody Guthrie and Leadbelly (1988)
- James Brown: The Man, The Music, & The Message (2008)

#### Televisione
- Questo è Tom Jones (1969)
- All You Need Is Love – serie di documentari, episodio dedicato a Little Richard (1973)
- The South Bank Show – serie di documentari, episodio dedicato a Little Richard (1985)
- Arena – serie di documentari, episodio dedicato a Little Richard (1985)
- Happy Birthday, Bugs!: 50 Looney Years (1990)
- Voices That Care (1991)
- Golden Age of Rock'n'Roll – serie di documentari, episodio dedicato a Little Richard (1991)
- The History of Rock 'n' Roll – serie di documentari, 4 episodi dedicati a Little Richard (1995)
- Rock 'n' Roll – miniserie di documentari, 2 episodi dedicati a Little Richard (1995)
- Sinatra: 80 Years My Way – documentario televisivo (1995)
- Without Walls – serie di documentari, 1 episodio dedicato a Little Richard (1996)
- Dancing in the Street – serie di documentari, 1 episodio dedicato a Little Richard (1996)
- E! True Hollywood Story – serie di documentari, 1 episodio dedicato a Little Richard (1998)
- Power Vision - Pop Galerie – serie di documentari, 1 episodio dedicato a Little Richard (1998)
- Motown 40: The Music Is Forever – film TV documentario (1998)
- Quincy Jones... The First 50 Years – film TV documentario (1998)
- E! Mysteries & Scandals – serie di documentari, 1 episodio dedicato a Little Richard (1999)
- Hollywood Rocks the Movies: The Early Years (1955-1970) – film TV documentario (2000)
- The Kennedy Center Honors: A Celebration of the Performing Arts – film TV documentario (2000)
- Rock, Rhythm & Doo Wop – film TV documentario (2001)
- It's Black Entertainment – film TV documentario (2002)
- Behind the Music – serie di documentari, 1 episodio dedicato a Little Richard (2002)
- American Masters – serie di documentari, 1 episodio dedicato a Little Richard (2003)
- Seven Ages of Rock – serie di documentari, 1 episodio dedicato a Little Richard (2007)

## Riconoscimenti
- Nel 1956, Cashbox premiò Penniman con il Cashbox Triple Crown Award per il suo secondo singolo Long Tall Sally.
- Nel 1984, "Little Richard" Penniman è stato introdotto nella Georgia Music Hall of Fame.
- Nel 1986, Penniman è stato uno dei primi musicisti a essere introdotto nella Rock and Roll Hall of Fame.[31]
- Nel 1990, ha ricevuto la sua stella personale sulla Hollywood Walk of Fame.[56]
- Nel 1993, ricevette un premio Grammy speciale alla carriera dalla National Academy of Recording Arts and Sciences.[57]
- Nel 1994, è stato il quarto artista (dopo Ray Charles, Aretha Franklin e James Brown) a essere premiato con un premio speciale dalla Rhythm and Blues Foundation.[58]
- Nel 1995, ricevette due chiavi della città di Providence, Rhode Island; una di queste gli fu consegnata personalmente sul palco dal sindaco Vincent "Buddy" Cianci.
- Nel 1997, ha ricevuto il premio al merito dall'American Music Award.
- Il 14 maggio 2002, Little Richard è stato onorato come una delle prime leggende BMI durante la cinquantesima cerimonia BMI Pop Awards.[59]
- Nel 2002, ha ricevuto il premio NAACP Image Award - Hall of Fame Award per essersi "distinto non solo come genio musicale, ma anche come unico e innovativo showman".[60]
- Nel 2003, è stato introdotto nella Songwriters Hall of Fame.[61]
- Nel 2004, Rolling Stone lo ha posizionato all'ottavo posto nella classifica dei 100 migliori artisti di ogni tempo[62] e nel 2008 la medesima rivista lo ha posto al dodicesimo in quella dei 100 migliori cantanti di sempre.
- Nel 2006, è stato introdotto nella Hall of Fame delle leggende dell'Apollo Theater, insieme a Ella Fitzgerald e Gladys Knight & the Pips.
- Nel 2007, il suo successo del 1955 Tutti Frutti si classificò alla prima posizione nella classifica dei 100 dischi che hanno cambiato il mondo redatta dalla rivista Mojo.[63]
- Nel 2008, Penniman è stato introdotto nella Music City Walk of Fame.[64]
- Nel 2009, è stato formalmente introdotto nella Louisiana Music Hall of Fame.[65]
- Nel 2009, è stato introdotto nella Hit Parade Hall of Fame.
- Nel 2010 la Biblioteca del Congresso degli Stati Uniti d'America ha iscritto nei suoi registri la sua canzone Tutti Frutti come brano musicale da conservare per i posteri.